# Guerre de Livonie
La guerre de Livonie est un conflit qui oppose de 1558 à 1583 la Russie, le Danemark, la Suède et l'union du grand-duché de Lituanie et du royaume de Pologne. L'enjeu du conflit est le contrôle du territoire de la Confédération livonienne (actuelles Estonie et Lettonie). 
Cet État, construit sous le nom de Terra Mariana à l'époque des croisades baltes (XIIIe siècle), se caractérise encore au XVIe siècle par l'importance des institutions ecclésiastiques de culture allemande, séculières (principautés épiscopales) ou monastique (ordre militaire de Livonie, longtemps lié à l'ordre Teutonique de Prusse).
Une première phase de la guerre (1558-1561) est marquée par l'offensive de l'armée russe qui occupe très rapidement plusieurs places fortes, notamment Dorpat et Narva, sans pouvoir conquérir l'ensemble du territoire. Le Danemark puis la Suède interviennent à leur tour et s'emparent de l'île d'Ösel et du duché d'Estonie. 
Cette phase s'achève par la prise de contrôle de la Livonie par l'union polono-lituanienne (traité de Vilnius (1561)), qui entraîne la dissolution de l'ordre de Livonie et le partage du territoire, réparti entre le grand-duché de Lituanie (duché de Livonie) et le maître de l'ordre, qui devient duc de Courlande, vassal de la Pologne.
La seconde phase (1563-1570), principalement marquée par l'affrontement entre le Danemark et la Suède pour la suprématie en mer Baltique, s'achève avec le traité de Stettin, favorable au Danemark.
Dans la troisième phase (1570-1578), la Russie d'Ivan IV revient en force et occupe une grande partie de la Livonie, promouvant le prince danois Magnus de Holstein, évêque de Courlande, sur le trône d'un royaume de Livonie inféodé à la Russie. 
L'alliance établie entre la Suède et Étienne Báthory, élu roi de Pologne et grand-duc de Lituanie en 1576, renverse le cours de la guerre par une série de victoires de 1578 à 1581. Ces succès vont jusqu'à une campagne en Russie, culminant avec le siège de Pskov, qui amène Ivan IV à ouvrir des négociations en 1582 avec la Pologne (paix de Jam Zapolski), puis avec la Suède (paix de Plussa) en 1583. 
La Russie doit céder à l'union polono-lituanienne (devenue république des Deux Nations en 1569) toutes ses conquêtes en Livonie ainsi que la ville de Polotsk. Elle cède à la Suède la plus grande partie de l'Ingrie, le nord de la Livonie et le duché d'Estonie.

## Contexte

### De la Terra Mariana à la Confédération livonienne

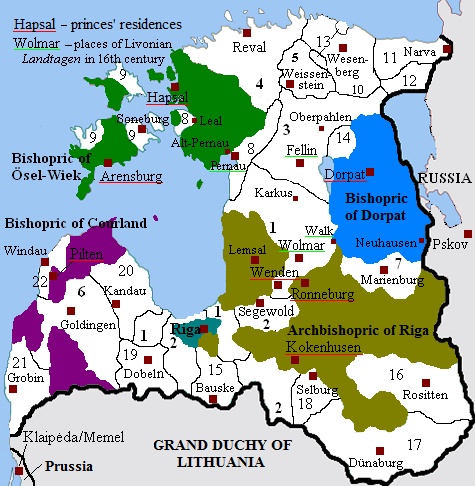
La Confédération livonienne et ses membres à la veille du conflit :
Ordre livonien
Évêché de Courlande
Évêché d'Ösel–Wiek
Évêché de Dorpat
Ville de Riga
Archevêché de Riga

La Livonie du milieu du XVIe siècle, région prospère, est un ensemble territorial issu de la période des croisades baltes du début du XIIIe siècle, l'époque de la « Terra Mariana ». L'organisation territoriale a été établie en 1228 par le légat pontifical Guillaume de Modène, qui a défini :
- 4 principautés épiscopales : l'archevêché de Riga et les évêchés de Dorpat, d'Ösel–Wiek et de Courlande ;
- un territoire dévolu au roi du Danemark, le duché d'Estonie ;
- le reste placé sous le gouvernement des chevaliers Porte-Glaive, qui en 1237 deviennent l'ordre de Livonie, branche de l'ordre Teutonique, créé en Terre sainte, mais implanté en Prusse depuis 1230.

Par la suite ont eu lieu quelques changements territoriaux : en 1346, le Danemark a cédé le duché d'Estonie à l'ordre de Livonie ; des villes ont obtenu des privilèges, en particulier dans le cadre de leur appartenance à la Ligue hanséatique : Riga,, Reval (Tallinn), Dorpat (Tartu). 
Un changement institutionnel a eu lieu en 1419 : la création par l'archevêque de Riga de la diète (Landtag) de Livonie, qui marque le passage de la Terra Mariana à la Confédération livonienne, un système qui reste décentralisé. 
Les Landmeister et les Gebietiger de l'ordre, ainsi que les propriétaires terriens de Livonie, sont issus de la petite noblesse, et préservent leurs privilèges et leur influence en empêchant la création d'une noblesse plus puissante. Seul l'archevêché de Riga parvient à surmonter la résistance de la petite noblesse.[pas clair]

### Les conséquences de la Réforme protestante en Livonie
Martin Luther, qui a publié ses 95 thèses en 1517, est excommunié en janvier 1521 et mis au ban de l'Empire en juin. Mais il est protégé par un certain nombre de princes allemands et un camp luthérien se forme très tôt en Allemagne. 
À ce moment, les chevaliers Teutoniques de Prusse, qui ont cédé l'ouest de leurs possessions à la Pologne en 1466 (traité de Thorn, créant la Prusse royale), sont de nouveau en guerre avec la Pologne ; en avril 1521, les deux parties concluent un armistice établissant une trêve de quatre ans. Le grand maître de l'ordre, Albert de Brandebourg-Ansbach, se rapproche alors de Luther et de ses partisans ; il se convertit au luthéranisme et, en 1525, négocie avec le roi de Pologne le traité de Cracovie (avril 1525) qui fait des possessions de l'ordre en Prusse le duché héréditaire de Prusse, vassal de la Pologne ; en juillet, le nouveau duc établit le luthéranisme comme religion officielle. Les biens de l'ordre en Prusse sont sécularisés.
Chassé de Prusse, l'ordre Teutonique survit dans le Saint Empire, sous la direction de Walter de Cronberg, grand maître à partir de 1527. Albert de Brandebourg est mis au ban de l'Empire et l'ordre maintenu revendique son rétablissement en Prusse (Rekuperation). 
L'ordre de Livonie, sous la direction de son maître (Landmeister) Walter de Plettenberg et d'un groupe de Gebietiger,, refuse de suivre l'exemple d'Albert de Brandebourg, mais ne se place pas non plus sous l'égide de Walter de Cronberg.
Malgré tout, la Réforme progresse en Livonie, entraînant un schisme au sein de l'ordre, où certains chevaliers se convertissent tandis que d'autres restent fidèles à l'Église catholique romaine. 
En 1539, le frère d'Albert de Brandebourg-Ansbach, Guillaume, est nommé archevêque de Riga ; Christophe de Mecklembourg (de) devient son coadjuteur. Les deux hommes favorisent en fait les intérêts d'Albert, promouvant la création d'un duché de Livonie sur le modèle prussien. 
Ainsi, à la veille du conflit, la Livonie a un gouvernement faible et divisé et est dépourvue de défenses solides comme de soutiens extérieurs. L'historien Robert I. Frost résume ainsi sa situation : « En proie à des querelles intestines et menacée par les machinations politiques de ses voisins, la Livonie n'avait aucune chance de résister à une attaque. »

### Le déclin de la Ligue hanséatique en mer Baltique
Trois villes de Livonie (Riga, Reval et Dorpat) font partie de la Hanse. Il existe aussi des comptoirs de cette structure ancienne à Fellin, Narva, Pernau, Wenden, Windau et Wolmar.
Au milieu du XIVe siècle, la Hanse a perdu son monopole du commerce en mer Baltique. Elle poursuit ses activités marchandes, mais doit affronter la concurrence des flottes d'Europe occidentale, notamment celles des Dix-Sept Provinces néerlandaises. 
Sur le plan politique, sa puissance n'est plus celle qu'elle avait au XIVe siècle, à l'époque du traité de Stralsund (1370). Le déclin de son rôle dans le commerce de la région l'empêche d'entretenir une flotte conséquente. Les navires de la Hanse ne font plus le poids face aux navires de guerre modernes et les membres de la Ligue n'ont plus de réelle protection de sa part. 
La marine du Danemark, la plus puissante de la Baltique, contrôle l'accès à cette mer par le détroit de l'Øresund, collecte les droits de passage et contrôle les points stratégiques que sont les îles de Bornholm et de Gotland.

### Les objectifs des pays voisins

#### Le Danemark et la Suède
Au début du XVIe siècle, le roi du Danemark est à la tête de l'union de Kalmar, qui rassemble le Danemark, la Norvège et la Suède avec ses dépendances finlandaises. 
La Suède acquiert son indépendance en 1523, de façon conflictuelle. 
Dès lors, les deux pays s'affrontent pour le dominium maris baltici, le contrôle sur la mer Baltique.
L'accès de la Suède à la Baltique est limité par le manque de ports libres de glace toute l'année, du fait que les provinces du sud (Scanie, Halland…) sont restées danoises. Elle prospère cependant grâce à ses exportations de bois, de fer et de cuivre. Elle bénéficie d'une marine en pleine expansion et de la proximité des ports livoniens, situés de l'autre côté du golfe de Finlande. 
Dès les années 1550, la Suède tente de s'étendre en Livonie, mais en est empêchée par l'intervention du tsar de Russie (guerre russo-suédoise de 1554-1557, conclue par le traité de Novgorod).
La poussée suédoise vers la Livonie va amener le Danemark à s'y intéresser de nouveau, notamment à travers l'aventure politique de Magnus de Holstein, frère du roi Frédéric II.

#### La Russie
Le tsarat de Russie (Moscou) s'empare de la république de Novgorod en 1478 et de celle de Pskov en 1510, devenant limitrophe de la Livonie. Il se renforce par ailleurs grâce à l'annexion des khanats de Kazan (1552) et d'Astrakhan (1556). 
La Russie n'a pas vraiment d'accès à la Baltique. Le port d'Ivangorod, construit par le tsar Ivan le Terrible sur la Narva en 1550, est insuffisant en raison de sa faible profondeur. 
En 1554, la Russie et la Livonie signent un accord selon lequel la Livonie ne formera pas d'alliance avec la Pologne.
Le tsar exige aussi que la Confédération livonienne paye 6 000 marks pour l'évêché de Dorpat, affirmant que chaque homme adulte versait un mark à Pskov lorsque celle-ci était indépendante. En 1557, les Livoniens promettent de payer cette somme, mais ne le font pas, ce qui met fin aux négociations.

#### L'union de Pologne et Lituanie
Depuis 1386, le grand-duché de Lituanie et le royaume de Pologne ont le même monarque de la dynastie des Jagellons. 
Sigismond II Auguste, qui règne de 1548 à 1572, est conscient de la menace russe, dont l'expansion en Livonie se traduirait non seulement par le renforcement d'une puissance rivale, mais aussi par la perte de routes commerciales fructueuses. 
Sigismond souhaite que la Livonie devienne vassale de la Pologne, comme c'est déjà le cas de la Prusse. C'est pourquoi il soutient son cousin, l'archevêque de Riga Guillaume de Brandebourg-Ansbach, contre Johann Wilhelm von Fürstenberg, grand maître de l'ordre de Livonie. Mais l'archevêque n'a pas beaucoup de partisans en Livonie et est dépendant des appuis extérieurs.

### La crise de 1556-1557
En avril 1556, l'archevêque, soutenu par le Landmarschall Jasper von Munster, projette une attaque contre ses opposants, avec le soutien de Sigismond II et d'Albert de Prusse. Mais Sigismond hésite : sa participation pourrait laisser la voïvodie de Kiev exposée à une attaque russe. 
Lorsque le grand maître Fürstenberg prend connaissance de ce projet, il attaque le territoire de l'archevêché et prend les forteresses de Kokenhusen et de Ronneburg (juin 1556). Jasper von Munster s'enfuit en Lituanie, mais l'archevêque et son coadjuteur sont faits prisonniers. 
Une mission internationale est envoyée pour demander leur libération : y sont représentés les ducs de Poméranie, le roi du Danemark et l'empereur Ferdinand Ier au nom de l'Empire. Une conférence est prévue à Lübeck le 1er avril 1557, mais elle est annulée à la suite de querelles entre Sigismond et les émissaires danois. 
À la suite du meurtre de son émissaire Lancki par le fils du grand maître, Sigismond II envahit la Livonie avec une armée de 80 000 hommes. En septembre 1557, il force les deux partis réunis dans son camp de Pasvalys à se réconcilier. Ils signent le traité de Pasvalys (en polonais : Pozwol), qui prévoit une alliance offensive et défensive de la Livonie et de la Pologne, manifestement dirigée contre la Russie. Ce traité est à l'origine du déclenchement de la guerre de Livonie.

## 1558-1561: la fin de la Confédération livonienne

### L'offensive russe (1558-1561)

Carte de la guerre en Livonie (1558–1560).

Compte tenu de l'accord de 1554, le tsar Ivan IV considère le traité de Pasvalys et l'alliance entre la Pologne et la Confédération livonienne comme un casus belli. 
En janvier 1558, une offensive russe est lancée contre la Livonie. Les troupes russes, commandées par le khan de Qasim et d'autres princes tatars, sont formées par des boyards russes, des cavaliers tatars et des cosaques, qui à cette époque sont surtout des fantassins. 
Les Russes sont considérés par les paysans locaux comme des libérateurs par rapport à la domination allemande sur la région. Plusieurs forteresses livoniennes se rendent sans combattre, tandis que les Russes prennent Dorpat en mai, Narva en juillet et mettent le siège devant Reval. Renforcées par 1 200 Landsknechte et 100 artilleurs (avec leurs des munitions) venus d'Allemagne, les forces livoniennes reprennent Wesenberg (Rakvere) et quelques places fortes, mais les Russes conservent Dorpat et Narva. 
Ivan IV poursuit son avancée durant les campagnes de 1559 et de 1560. Une trêve de six mois (mai à octobre), est conclue entre la Russie et la Livonie[pas clair]. Les Russes sont en effet confrontés à une attaque des Tatars de Crimée.

### Les efforts diplomatiques de la Livonie (1559-1561)
Après l'invasion russe, la Livonie cherche assistance auprès de l'empereur Ferdinand Ier, sans succès. 
La Livonie doit se tourner vers la Pologne. En 1559, le grand maître von Fürstenburg (hostile à la Pologne) démissionne et est remplacé par Gotthard Kettler. En juin 1559, le premier traité de Vilnius place la Livonie sous la protection de l'union polono-lituanienne. Cependant, la Diète (Sejm) du royaume de Pologne refuse de ratifier ce traité, considérant que la question ne concerne que le grand-duché de Lituanie. 
En janvier 1560, Sigismond II envoie Martin Volodkov à Moscou pour tenter de mettre fin aux pillages de la cavalerie russe dans les campagnes de Livonie. Les Russes infligent une sévère défaite aux chevaliers Livoniens lors de la Bataille d'Ergeme en août 1560. Mais ils n'ont toujours pas réussi à s'emparer des villes de Riga, de Reval et de Pernau.

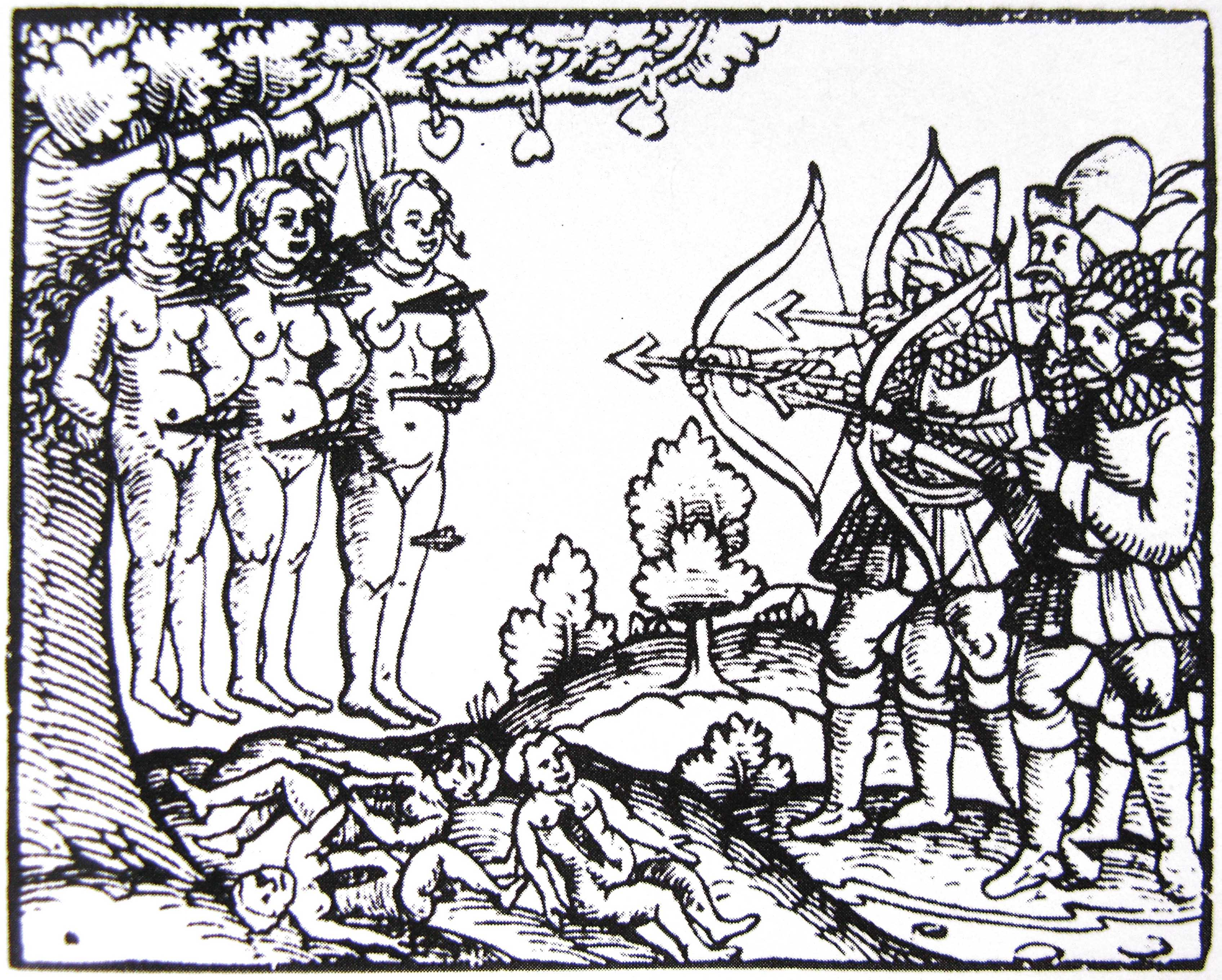
Atrocités russes en Livonie (1561).

Une partie de la noblesse lituanienne opposée au renforcement de l'union entre la Pologne et la Lituanie propose alors la couronne grand-ducale à Ivan IV. Le tsar révèle publiquement cette offre, soit parce qu'il l'envisage sérieusement, soit parce qu'il a besoin de temps pour renforcer ses troupes en Livonie. Une trêve est conclue entre la Russie et la Lituanie pour l'année 1561 et est respectée par les deux parties.

### L'intervention danoise: Magnus de Holstein (1559-1560)
Le 26 septembre 1559, l'évêque d'Ösel–Wiek Johann von Münchhausen signe un traité donnant à Frédéric II de Danemark le droit de nommer son successeur, en échange d'un prêt de 30 000 thalers et de la protection danoise. En avril 1560, Frédéric II nomme son frère Magnus de Holstein à ce poste. Craignant de faire naître un sentiment d'insécurité en Suède par ces actions, le Danemark tente à nouveau de ramener la paix dans la région[pas clair]. 
Dès sa nomination, Magnus poursuit ses propres intérêts : il achète l'évêché de Courlande, sans l'accord de Frédéric, et tente de s'étendre vers le comté de Harju (Harrien–Wierland), sur le golfe de Finlande. 
Ces ambitions le mettent en conflit avec le roi de Suède Éric XIV. Le Danemark semblant renforcer sa position dans la Baltique ; la Suède veut rétablir l'équilibre en s'emparant de territoires sur la rive orientale de cette mer, ce qui lui permettrait de contrôler le commerce avec la Russie. Ces intérêts divergents sont l'une des causes de la guerre nordique de Sept Ans

### L'intervention polonaise: le second traité de Vilnius (26 novembre 1561)
Le roi de Suède Éric XIV, décidé à attaquer la Livonie, rejette les demandes d'aide de Gotthard Kettler, qui se tourne de nouveau vers Sigismond II et négocie le traité de Vilnius. 
L'ordre de Livonie est dissous et ses terres sont sécularisées. Les territoires de la Livonie sont divisés entre 
- une partie dévolue au grand-duché de Lituanie, au nord de la Daugava, incluant Riga et son district qui déborde sur la rive gauche ; cette partie devient le duché de Livonie ;
- les territoires au sud de la Daugava (sauf ce qui relève du district de Riga) forme le duché de Courlande (ou duché de Courlande et de Semigalie), qui revient au grand-maître Gotthard Kettler, converti au luthéranisme, premier duc de Courlande[15].

Le traité inclut des dispositions préservant les traditions locales : le Privilegium Sigismundi Augusti qui garantit la liberté religieuse et le respect de la confession d'Augsbourg de 1530, les Indygenat et la continuité de l'administration allemande traditionnelle. Les termes concernant la liberté religieuse interdisent toute réglementation de la foi protestante par les autorités religieuses ou séculières.
Ce traité n'est que partiellement applicable dans l'immédiat, car une bonne partie du territoire est alors occupé, pas seulement par les Russes.

### L'intervention militaire de la Suède (1561) et la crise de 1563
Les troupes suédoises débarquent en 1561 au sud du golfe de Finlande. La noblesse de Harrien–Wierland et de Jerwen (Järva) cède devant la puissance suédoise, et même la ville de Reval accepte la domination suédoise. 
Dès 1561, Frédéric II proteste contre cette situation, rappelant les droits historiques du Danemark sur l'Estonie danoise. 
En juin 1562, les troupes suédoises s'emparent de Pernau, située sur la rive nord du golfe de Riga. La Suède propose alors sa protection à la ville de Riga, ce qui crée des tensions avec Sigismond II de Pologne.
Le roi de Pologne est en relation avec le frère d'Éric XIV, le duc Jean de Finlande. En octobre 1562, Jean épouse la sœur de Sigismond, Catherine Jagellon, empêchant ainsi un projet de mariage d'Ivan IV. Bien qu'Eric XIV approuve ce mariage, il est contrarié lorsque Jean prête 120 000 riksdaler à Sigismond II et reçoit en gage sept forteresses livoniennes. 
Cet incident entraîne la capture de Jean pour le compte d'Éric XIV (août 1563). En octobre, Sigismond II conclut une alliance contre la Suède avec le Danemark et la ville hanséatique de Lübeck.

## 1562-1570: la période de la guerre nordique de Sept Ans
La guerre nordique de Sept Ans (1563-1570) implique principalement le Danemark et la Suède, mais le conflit autour de la Livonie continue d'impliquer ces deux pays ainsi que la Russie et l'union polono-lituanienne, qui, en 1569, devient la république des Deux Nations. 
Si les premières années de la guerre sont caractérisées par d'intenses combats, une période plus calme dure de 1562 à 1570, après quoi les hostilités regagnent en intensité.[pas clair]
Cette période est aussi celle durant laquelle Ivan IV (Ivan le Terrible) lance à l'intérieur de son pays dans une politique de répression et de terreur, appelée l'opritchnina, durant laquelle la Russie plonge dans le chaos.

### La guerre entre le Danemark et la Suède et le traité de Stettin (1570)
En 1562, la Russie et le Danemark ont signé le traité de Mojaïsk (en), par lequel ils reconnaissent leurs revendications réciproques et établissent des relations amicales. 
En 1563, le conflit entre le Danemark et la Suède pour le dominium maris baltici, c'est-à-dire le contrôle de la mer Baltique entraîne le déclenchement de la guerre nordique de Sept Ans. 
La guerre se déroule principalement dans le sud et l'ouest de la Scandinavie, avec plusieurs batailles navales en mer Baltique. 
Lorsque la forteresse danoise de Varberg se rend aux Suédois en 1565, 150 mercenaires danois échappent au massacre de la garnison en ralliant la Suède. Parmi eux se trouve Pontus de La Gardie, qui devient un important commandant suédois dans la suite de la Guerre de Livonie. 
En juillet 1569, le Danois Per Munck bombarde le port de Reval.
La guerre dano-suédoise semble se terminer en 1570 par le traité de Stettin. Selon les termes du traité, la Suède abandonne toutes ses possessions en Livonie en échange d'un paiement de l'empereur Maximilien II. 
Mais cette compensation ne sera jamais versée ; la Suède conserve ses territoires livoniens et la guerre continue. 
Du point de vue d'Ivan IV, cela signifie simplement que les puissances impliquées dans le conflit vont nouer une alliance dirigée contre lui, puisqu'elles ne sont plus en conflit entre elles.[pas clair]
À la suite du traité de Stettin, le Danemark devient la première puissance d'Europe du Nord, même s'il a échoué à restaurer l'Union de Kalmar avec la Suède. Les deux royaumes entretiennent par la suite des relations tendues qui débouchent sur une série de conflits qui ne cesse qu'avec la fin de la Grande guerre du Nord en 1720.

### La campagne russe en Lituanie (1562-1569)
Après l'expiration de la trêve russo-lituanienne de 1561, Ivan IV rejette la demande de prolongation de Sigismond II. Le tsar a profité de cette période pour renforcer ses troupes en Livonie et lance une offensive contre le grand-duché de Lituanie. Son armée prend Vitebsk et Polotsk en 1563, après une série d'escarmouches. 
La Lituanie reprend l'avantage après ses victoires d'Ula (en) en 1564 et de Tchachniki en 1567. Ces défaites ainsi que la défection d'André Kourbski poussent Ivan IV à déplacer sa capitale de Moscou à Aleksandrov, et à lancer les opritchniki contre ses opposants présumés. 
Des négociations sont lancées en mai 1566. Une importante délégation diplomatique quitte la Lituanie pour Moscou. Les Lituaniens envisagent un partage de la Livonie avec la Russie et une alliance avec elle afin de chasser la Suède de la région. Mais les Russes considèrent cette démarche comme une preuve de faiblesse : ils ont le projet d'annexer toute la Livonie, y compris Riga, en échange de la cession de la Courlande et de Polotsk. La perte de Riga et de l'embouchure de la Dvina inquiète les Lituaniens, car l'essentiel de leur commerce dépend de ce passage et ils ont déjà construit des forteresses pour le défendre. En juillet, Ivan IV accroît ses demandes en ce qui concerne l'Estonie : il exige l'île d'Ösel en plus de Dorpat et de Narva. 
Aucun accord ne semblant possible, une trêve de dix jours dans les négociations est décidée. Plusieurs réunions se tiennent du côté russe durant cette période, dont la Zemski sobor (le « Congrès de la terre »). Au sein de l'assemblée, les représentants de l'Église insistent sur la nécessité de « conserver » Riga, alors que celle-ci n'est pas tombée aux mains des Russes, tandis que les boyards ne souhaitent pas la paix avec la Lituanie, craignant la naissance d'un État polono-lituanien unifié après la mort sans héritier de Sigismond II. Les négociations sont donc interrompues et les hostilités reprennent dès le retour des ambassadeurs en Lituanie.

### Les débuts de la république des Deux Nations (1569-1573)

Carte de la Pologne et de la Lituanie après l'Union de Lublin en 1569:
République des Deux Nations
Duchés vassaux : Prusse et Courlande

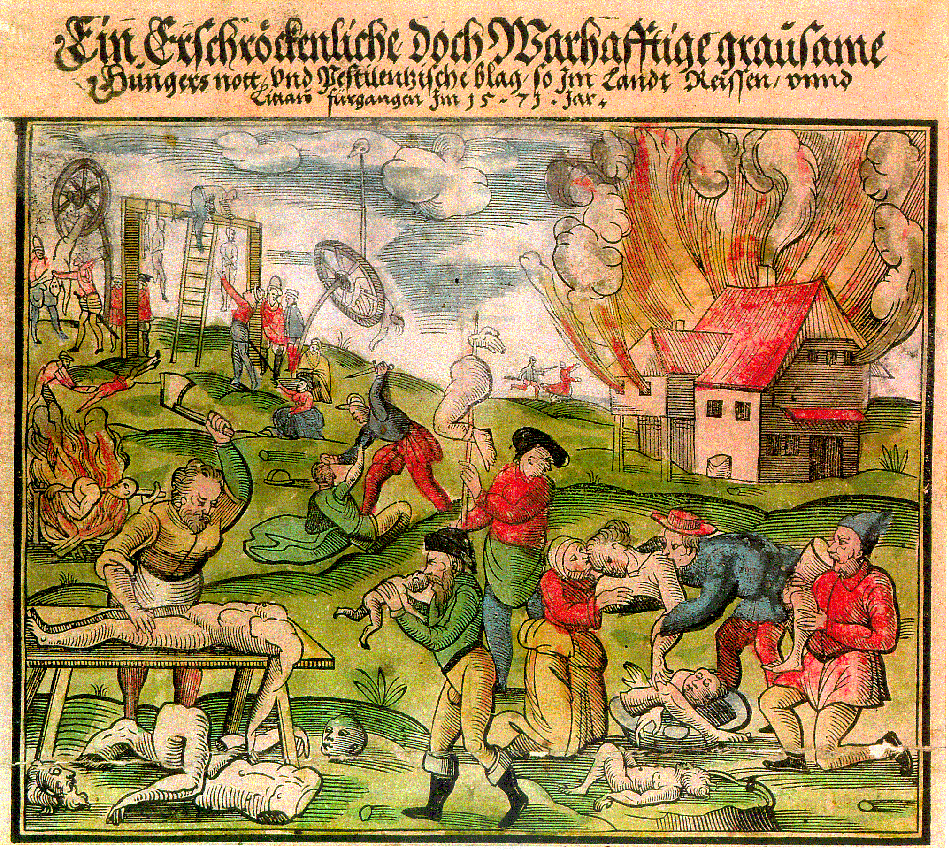
Cannibalisme en Lituanie et en Russie en 1571.

En 1569, par le traité de Lublin, le royaume de Pologne et le grand-duché de Lituanie s'unissent en union réelle dans le cadre de la république des Deux Nations. 
Le duché de Livonie, lié à la Lituanie depuis l'union de Grodno (en) en 1566, passe sous le condominium de la République. 
En juin 1570, le nouvel État signe une trêve de trois ans avec la Russie. 
Sigismond II meurt en 1572. Pour la première fois depuis 1382, il n'y a pas d'héritier aux trônes de Pologne et de Lituanie : le successeur de Sigismond doit être élu par la noblesse des deux pays. Afin de conserver l'autonomie du grand-duché, des nobles lituaniens soutiennent une candidature russe, mais les électeurs rejettent les conditions posées par Ivan IV et choisissent en fin de compte Henri de Valois (Henryk Walezy), frère du roi Charles IX de France qui devient roi de Pologne et grand-duc de Lituanie le 11 mai 1573.

### Les relations entre la Russie et la Suède (1564-1569)
En 1564, la Russie et la Suède concluent une trêve de sept ans. 
En 1564, la Suède et la Russie signent le traité de Dorpat (en), par lequel la Russie reconnaît les droits de la Suède sur Reval et autres forteresses du nord de l'Estonie, tandis que la Suède reconnaît la domination russe sur le reste de la Livonie. En 1565, les deux pays concluent une trêve de sept ans. 
Mais Éric XIV est renversé en 1568 et remplacé par son frère Jean III. Bien que ni la Russie et ni la Suède ne souhaitent s'affronter en Livonie, la situation finit par se tendre entre les deux pays. 
Ivan IV avait demandé le retour en Russie de la femme de Jean III, Catherine Jagellon, craignant que Jean ne meure lors de son incarcération. Pour les Russes, le retour de Catherine est une condition indispensable à tout accord avec la Suède, et les Suédois acceptent de discuter de la question
En juillet 1569, Jean III envoie en Russie une délégation menée par Paul Juusten, évêque d'Åbo. Elle arrive à Novgorod en septembre, mais Ivan IV refuse de la recevoir et l'oblige à négocier avec le gouverneur de Novgorod. Le tsar demande que les émissaires suédois saluent le gouverneur comme le « frère de leur roi », ce que Juusten refuse. La délégation est alors humiliée en public, puis emmenée sous la contrainte à Moscou. Dans le même temps, Ivan IV et ses opritchniki massacrent plusieurs milliers de personnes à Novgorod[pas clair].
Selon Juusten, les Russes demandent que les Suédois renoncent à leurs revendications sur Reval, qu'ils fournissent 300 cavaliers, payent 10 000 thalers, cèdent des mines d'argent en Finlande, à proximité de la frontière russe, et reconnaissent à Ivan IV le titre de « seigneur de la Suède ». La délégation suédoise quitte les négociations après un ultimatum d'Ivan IV : si la Suède n'abandonne pas ses territoires livoniens, ce sera la guerre. Les demandes russes sont intégralement rejetées et le conflit reprend.

## 1570–1577: la domination russe et le «royaume de Livonie»
- Territoires occupés par les armées russes en 1570
- Territoires occupés par les armées russes en 1572-1577
- Territoire russe occupé par l'armée lituanienne

### Le royaume de Livonie de Magnus de Holstein
En 1570, Ivan IV décide de faire de la Livonie un royaume vassal de la Russie, dont il attribue le trône à Magnus de Holstein, évêque d'Ösel et de Courlande. Magnus est couronné à Moscou le 15 juin 1570.
Les territoires conquis par la Russie et son vassal, Magnus, le déclarèrent monarque du Royaume de Livonie en 1570. Magnus fit défection d'Ivan IV au cours de la même année lorsqu'il commença à s'approprier des châteaux sans consulter le tsar. Quand Kokenhusen (Koknese) se rendit à Magnus pour éviter de combattre l'armée russe, le tsar pilla la ville et exécuta ses gouvernants allemands. Les affrontements se concentrèrent ensuite sur Wenden (Cēsis, Võnnu), le "cœur de la Livonie" qui en tant qu'ancienne capitale de l'Ordre Livonien avait une importance symbolique autant que stratégique.[pas clair]

### L'offensive russe en Livonie (1570-1573)
Au cours des années 1570, la Suède doit faire face à une offensive russe en Estonie et en Finlande. Reval, assiégée en 1570 et 1571, résiste et le siège est levé en mars 1571, ce qui va permettre aux Suédois de reprendre l'initiative. 
Magnus participe au siège de Reval, mais de façon marginale. Il ne reçoit pas d'aide de la Russie, qui a d'autres problèmes, ni de son frère Frédéric II, qui ne veut pas s'engager en Livonie au profit de la Russie. 
Après la levée du siège de Reval, plusieurs villes sont prises par les Russes, dont Helsingfors (Helsinki) en 1572 et Weissenstein (Paide) en 1573 ; la prise de cette ville est suivie d'une mise à sac ; les vainqueurs font brûler vifs quelques-uns des officiers de la garnison suédoise, dont le commandant. 
Au même moment, les tatars de Crimée dévastaient les territoires russes, pillèrent et brûlèrent Moscou. Les sécheresses et les épidémies avaient terriblement affectés l'économie russe tandis que l’opritchnina avait plongé l'administration dans le chaos. À la suite de la défaite des tatars et des forces nogaïes en 1572, l' opritchnina fut adoucie et l'organisation des armées russes fut modifiée. Ivan IV introduisit une nouvelle organisation dans laquelle l'armée reposerait sur des dizaines de milliers de combattants russes, cosaques et tatars et non plus sur quelques milliers de mercenaires expérimentés comme cela était la pratique habituelle chez ses adversaires.

### La contre-offensive suédoise (1573-1574)
Elle commence en 1573, sous le commandement de Klas Åkesson Tott et de Pontus de La Gardie. Cependant, la campagne échoue devant Wesenberg en 1574, pendant le siège de laquelle des unités écossaises et allemandes de l'armée suédoise s'attaquent mutuellement. Cet échec est aussi attribué aux difficultés du combat dans des conditions hivernales très dures. 
La guerre en Livonie est un lourd fardeau financier pour la Suède : à la fin de 1573, le pays devait 200 000 riksdaler à ses mercenaires allemands. Jean III leur donne en caution les châteaux de Hapsal, Leal et de Lode, qui sont vendus au Danemark quand il apparaît que les paiements n'auront pas lieu.

### L'offensive russe de 1576
La campagne d'Ivan IV atteignit son paroxysme en 1576 lorsque 30 000 soldats russes supplémentaires entrèrent en Livonie et ravagèrent les régions danoises en représailles pour les acquisitions danoises de Hapsal, Leal et Lode. 
L'influence danoise en Livonie s'arrêta car Frédéric accepta des accords avec la Suède et la Pologne pour mettre fin à l'implication danoise.

## 1577–1583: la défaite de la Russie

### Les débuts du règne d'Étienne Batory en Pologne
En juin 1574, le roi de Pologne Henri de Valois abandonne son trône pour devenir roi de France après la mort de Charles IX. Après un interrègne de 18 mois, le prince transylvanien Étienne Báthory devient roi de Pologne et grand-duc de Lituanie par une élection contestée face à l'empereur Maximilien II. La mort de Maximilien en octobre 1576 permet d'éviter une escalade du conflit. 
Batory doit cependant réduire l'opposition de la ville de Dantzig qui lui résiste avec le soutien du Danemark. Le siège de la ville en 1577 se termine par un accord qui donne une plus grande autonomie à Dantzig en échange de 200 000 zloty. Après un nouveau paiement[réf. nécessaire] de 200 000 zloty, il nomme le Georges-Frédéric de Brandebourg-Ansbach comme régent du duché de Prusse, le fils du duc Albert, Albert-Frédéric, étant mentalement instable. Le roi de Pologne s'assure ainsi du soutien militaire du duché de Prusse dans sa campagne contre la Russie.

### La Pologne et la Suède alliées contre la Russie
En novembre 1577, les forces lituaniennes avançant vers le nord prennent Dünaburg (Daugavpils); 
En décembre 1577, Jean III de Suède et Étienne Batory s'allient contre Ivan IV malgré les tensions entre les deux pays. La Pologne réclame en effet la totalité de la Livonie historique sans aucun partage avec la Suède. 
au début de 1578, une armée polono-suédoise prend le château de Wenden et repoussent une contre-attaque russe en février. Les Suédois lancent alors une offensive vers Pernau (Pärnu), Dorpat (Tartu) et même Novgorod. En septembre 1578, Ivan riposte en envoyant une armée de 18 000 hommes qui reprend Oberpahlen (Põltsamaa) aux Suédois, puis avance sur Wenden,. Lorsque les Russes arrivent en vue de cette ville, ils tombent sur une armée de secours de 6 000 soldats allemands, suédois et polonais. Au cours de la bataille, les Russes subissent de lourdes pertes d'hommes et de matériel.
Batory accélère la formation des hussards, nouvelle unité de cavalerie expérimentée qui doit remplacer la levée féodale. De même, il améliore les unités d'artillerie et recrute des cosaques en Ukraine polonaise. 

### Les succès polonais de 1579-1581
Batory rassemble 56 000 hommes dont 30 000 Lituaniens pour son premier assaut sur Polotsk dans le cadre d'une grande offensive contre la Russie. Les réserves d'Ivan IV étant déployées autour de Pskov et de Novgorod pour protéger ces villes contre les Suédois, Polotsk tombe le 30 août 1579. Batory envoie alors le vice-chancelier Jan Zamoyski à la tête d'une armée de 48 000 soldats, dont 25 000 Lituaniens, contre la forteresse de Velikié Louki qui est prise le 5 septembre 1580. Les garnisons de Sokol, Velizh et Usvzat sont ensuite rapidement vaincues. 
En 1581, Zamoyski, devenu grand hetman, entame le siège de Pskov, ville puissamment fortifiée et bien défendue. En fait, l'offensive polonaise a atteint ses limites, car le soutien financier de la Diète polonaise diminue et Batory ne réussit pas à attirer les forces russes de Livonie sur le champ de bataille avant l'arrivée de l'hiver. 
Ne réalisant pas que l'avancée polono-lituanienne s'est enlisée, Ivan IV signe la paix de Jam Zapolski en 1582.

### Les succès suédois de 1580-1581
Après l'échec du siège de Narva en 1579, Jean III nomme Pontus de La Gardie comme commandant en chef. 
Les villes de Kexholm et de Padis sont prises en 1580. En 1581, simultanément à la prise de Wesenberg, une armée de mercenaires reprend Narva. Selon la chronique de Balthasar Russow, 7 000 Russes sont tués lors de la prise de la ville en représailles des exactions russes antérieures. 
La chute de Narva est suivie par celle d'Ivangorod, de Jama et de Koporye.

### Les trêves de Jam Zapolski et de Plussa

Division de la Livonie en 1600:
Pologne–Lituanie
Duchés vassaux de la Pologne–Lituanie
Russie
Suède
Danemark-Norvège

En 1582, la Russie et la république des Deux Nations concluent la paix de Jam Zapolski à la suite de négociations menées par le légat du pape, le jésuite Antonio Possevino, négociations au départ demandées par le tsar Ivan IV, à qui le traité est plutôt défavorable. 
Ce traité établit une trêve de dix ans, qui sera renouvelée en 1591 et en 1601. Il stipule que la Russie doit rendre les territoires qu'elle occupe en Livonie à la Pologne, qui en revanche conserve la ville de Polotsk. 
Ce traité ne concerne pas les territoires occupés par les Suédois : la Russie peut les conserver, en particulier Narva et Velike Luki. Possevino demanda sans grand espoir que les attentes de Jean III soient prises en considération mais cela fut rejeté par le tsar, probablement en accord avec Batory. Batory ne parvint pas à convaincre la Suède de relâcher ses gains en Livonie, particulièrement Narva.[pas clair]
En 1583, la Suède et la Russie concluent le traité de Plussa,, qui établit une trêve de trois ans, par la suite prolongée jusqu'en 1590. Durant les négociations, la Suède fait état de demandes territoriales s'étendant jusqu'à Novgorod, qui reflétaient en partie ses ambitions dans la région.
Les termes du traité sont moins défavorables à la Russie, qui conserve la plus grande partie de l'Ingrie, laissant seulement Narva et Ivangorod sous le contrôle de la Suède.

## Les suites

### Le duché de Courlande
Le duché de Courlande, créé par le traité de Vilnius de 1561 comme État vassal du roi de Pologne, connait une période de stabilité politique. Les Formula regiminis et les Statuta Curlandiæ de 1617 accroissent les droits des nobles aux dépens du duc. 

### La politique d'Étienne Batory dans le duché de Livonie
Les privilèges de Riga sont réduits par le traité de Drohiczyn de 1581. 
Étienne Batory réduit ensuite les privilèges accordés par Sigismond au duché de Livonie. 
Le polonais remplaça graduellement l'allemand comme langue administrative et le duché est divisée en voïvodies comme le reste de la république des Deux Nations. 
Le clergé catholique, notamment les jésuites, se rallient à la Contre-Réforme avec le soutien de Batory qui attribue à l'Église catholique romaine les propriétés et revenus confisqués aux protestants. 
Batory lance même une campagne de recrutement de colons catholiques qui n'a pas un grand succès. En dépit de ces mesures, les populations de Livonie ne se convertissent pas massivement tandis que les biens livoniens en Pologne-Lituanie[pas clair] étaient confisqués.

### La crise successorale en Suède après la mort de Jean III (1592-1599)
L'alliance polono-suédoise commence à se fissurer lorsque le roi de Pologne Sigismond III, fils de Jean III de Suède, mort en 1592, et de Catherine Jagellon, lui succède. Mais il se heurte à l'opposition d'une faction menée par son oncle Charles, qui se fait confier le gouvernement par le Parlement (Riksdag), puis est nommé régent (1595). En 1597, la Suède plonge dans une guerre civile qui se conclut en 1599 par la déposition de Sigismond III, vaincu, et l'avènement de Charles IX.

### Les problèmes de la Suède en Livonie (1590-1721)

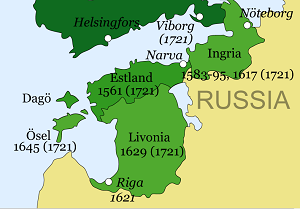
Les possessions suédoises de 1560 à 1721. Date du début de l'occupation suédoise (entre parenthèses, date de la perte officielle).

En 1590, la guerre reprend entre la Russie et la Suède à la fin de la trêve de Plussa. La guerre russo-suédoise de 1590-1595 se termine par le traité de Teusina (18 mai 1595), selon lequel la Suède cède l'Ingrie et le Kexholm à la Russie. Par la suite, la Russie sombre dans la guerre civile (« Temps des troubles ») lors de la crise de succession d'Ivan IV et cesse pour un moment de jouer un rôle dans la région. 
Les nobles de Livonie prennent le parti de Charles lorsque le conflit avec la Pologne reprend dans la région. En effet, Sigismond III s'attaque au duché d'Estonie, qu'il veut réintégrer dans le duché de Livonie. Charles IX envahit le duché de Livonie ce qui déclenche une série de guerres entre les deux pays. Les Suédois sont chassées du duché de Livonie après les défaites de Kircholm (1605) et de Klouchino (1610). 
Au cours de la guerre d'Ingrie, le successeur de Charles, Gustave II Adolphe reprend le contrôle de l'Ingrie, du Kexholm et d'une partie de la Livonie (traité de Stolbovo de 1617). 
La Pologne profite alors de guerre de Kalmar entre le Danemark et la Suède pour reprendre les territoires conquis par les Suédois, mais une nouvelle campagne de Gustave Adolphe aboutit à la conquête par la Suède de la plus grande partie du duché polonais de Livonie (Livonie suédoise). Cette conquête est entérinée par le traité d'Altmark (1629).
En 1710, les territoires suédois de Livonie et d'Estonie (dont la province danoise d'Ösel cédée à la Suède par le traité de Brömsebro de 1645) sont occupés par la Russie au cours de la grande guerre du Nord, après la défaite subie à Poltava par Charles XII. Ces territoires sont officiellement intégrés à l'Empire russe par le traité de Nystad de 1721.